# Nephrotoma extensicornis
Nephrotoma extensicornis är en tvåvingeart som beskrevs av Alexander 1974. Nephrotoma extensicornis ingår i släktet Nephrotoma och familjen storharkrankar.
Artens utbredningsområde är Nigeria. Inga underarter finns listade i Catalogue of Life.